# PCMCIA
PCMCIA ou Personal Computer Memory Card International Association, é um consórcio de empresas de Informática que produziu a especificação homônima para uma interface de 16 bits de expansão de computadores portáteis, e os cartões que usam essa interface.  Esse padrão foi sucedido pelo PC Card, de 32 bits.
É o mesmo que PC Card. Assim como no caso dos slots VLB (criados pela VESA, outra associação de fabricantes) que também são conhecidos com "slots Vesa", as duas siglas tornaram-se sinônimos.
Este barramento é utilizado principalmente em notebooks e handhelds onde, na maioria das vezes, é o único meio de conectar placas de expansão. Atualmente é possível encontrar praticamente qualquer tipo de dispositivos na forma de placas PCMCIA: modems, placas de som, placas de rede, placas decodificadoras de DVD, cartões de memórias SRAM e memórias Flash e até mesmo discos rígidos removíveis. A maioria dos notebooks traz duas portas PCMCIA.